# Virus Alenquer
Il virus Alenquer (ALEV) è un virus del genere Phlebovirus della famiglia Phenuiviridae nell'ordine Bunyavirales. L'Alenquer phlebovirus è uno degli otto virus trasmessi dagli artropodi, isolati per la prima volta nei primi anni '80 da siti lungo le strade costruite nella foresta pluviale amazzonica in Brasile.
Casi sporadici di malattia febbrile si sono verificati negli esseri umani che vivono nelle aree della giungla in Brasile e Panama.